# قوة
تعرف القوة في الفيزياء على أنها مؤثر يؤثر على الأجسام فيسبب تغييرا في حالة الجسم أو اتجاهه أو موضعه أو حركته. يمكن للقوة أن تتسبب في تغيير سرعة الجسم الذي يمتلك كتلة (وكذلك تحريك الأجسام الساكنة) وهذا يعني إكساب الجسم تعجيلًا.
القوة هي كمية متجهة (لها مقدار واتجاه)، وتقاس في نظام الوحدات الدولي بوحدة نيوتن ويرمز لها بالرمز F.
ينصّ القانون الثاني من قوانين الحركة لنيتون على أن محصلة القوى التي تؤثر على جسم ما تكون مساوية لمقدار تغيّر زخم حركة الجسم نسبة إلى الزمن. وإذا كانت كتلة الجسم ثابتة، فإنّ هذا القانون يقتضي ضمنًا بأنّ تعجيل الجسم يتناسب تناسبًا طرديًا مع محصلة القوى المؤثرة على ذلك الجسم، ويتناسب تناسبًا عكسيًا مع كتلته.
ترتبط عدد من المفاهيم بالقوة مثل: الدفع والذي يؤدي إلى زيادة سرعة الجسم، ومقاومة المائع والذي يؤدي إلى إنقاص سرعة الجسم، وعزم الدوران والذي يؤدي إلى تغيير سرعة الجسم الدورانية.
يؤثر كل جزء في الأجسام الممتدة بقوة معينة على الأجزاء المجاورة له، ويسمى توزيع هذه القوى خلال أجزاء الجسم بالإجهاد الميكانيكي، ولا يتسبب هذا النوع من الإجهاد الميكانيكي الداخلي بتعجيل الجسم وذلك لأن القوى تعادل بعضها بعضًا.
يعدّ الضغط، وهو توزّع عدد كبير من القوى الصغيرة والمطبقة على مساحة معينة من الجسم، نوعًا بسيطًا من أنواع الإجهاد الذي يؤدي الإخلال به إلى منح الجسم تعجيلًا. يؤدي الإجهاد إلى حدوث تشوهات في المواد الصلبة أو تدفق الموائع.

## تطور المفهوم
استخدم الفلاسفة القدماء مفهوم القوة في دراسة الأجسام المتحركة والساكنة وفي دراسة الآلات البسيطة، ولكن وقع المفكرون أمثال أرسطو وأرخميدس في أخطاء جوهرية في فهم القوة، ويعود جزء من ذلك إلى عدم قدرتهم على فهم قوة الاحتكاك التي قد تكون غامضة في بعض الأحيان، الأمر الذي يؤدي إلى جعل نظرتهم تجاه جوهر الحركة الطبيعية نظرة منقوصة. كان الخطأ الأساسي هو الاعتقاد بأنّ القوة مطلوبة للحفاظ على الحركة، حتى عندما يتحرك الجسم بسرعة ثابتة. لقد جرى تصحيح معظم الاعتقادات الخاطئة حول الحركة والقوة بواسطة غاليليو غاليلي وإسحاق نيوتن. استطاع نيوتن صياغة قوانين رياضية لوصف الحركة والقوة ولم يطرأ على هذه القوانين أي تعديل على مدى ثلاثة قرون. وفي بدايات القرن العشرين تمكن ألبرت أينشتاين من تطوير نظرية النسبية التي تنبأت بتأثير القوى على الأجسام ذات الزخم المتزايد والتي تتحرك بسرعة مقاربة لسرعة الضوء، وقدم كذلك رؤى حول القوى الناشئة من الجاذبية والقصور الذاتي.
لقد ساهمت النظريات التي توصّل إليها العلماء في ميكانيك الكم إضافة إلى التطور الحاصل في التقنية إلى تعجيل الجسيمات لتضاهي في سرعتها سرعة الضوء تقريبًا، وقد اقترحت فيزياء الجسيمات نموذجًا عياريًا لوصف القوى الناشئة بين الجسيمات ما دون الذرية. يتنبأ النموذج العياري بأن القوى التي تمتصّها الجسيمات أو تطلقها ناشئة من جسيمات متبادلة تدعى بالبوزونات العيارية. وهناك أربع أنواع من القوى المعروفة وهي -بترتيب تنازلي-: القوى القوية، والقوى الكهرومغناطيسية، والقوى الضعيفة وقوة الجاذبية. أكدت بعض المشاهدات التي أجريت في سبعينات وثمانينات القرن الماضي في مجال فيزياء الجسيمات عالية الطاقة أن القوى الضعيفة والقوى الكهرومغناطيسية ما هي إلا مظاهر لتآثر كهروضعيف أكثر عمقًا.

## مفهوم القوة قبل نيوتن

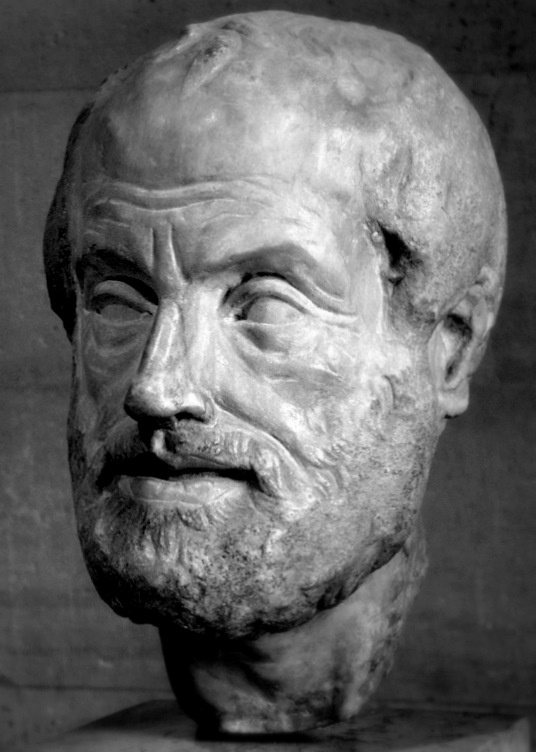
وصف أرسطو القوة بأنّها أي شيء يتسبب في تحريك الأجسام حركة غير طبيعية.

كان مفهوم القوة مرتبطا قديمًا بعمل الآلات البسيطة، إذ تستطيع الآلات البسيطة أداء نفس العمل الذي يؤديه الإنسان ولكن باستخدام قوة أقل، وقد قام أرخميدس بتحليل خصائص هذه القوى واشتهر بصياغة ما يخص قوى الطفو في الموائع.
قدم أرسطو مناقشة فلسفية لمفهوم القوة. يرى أرسطو أن العالم الطبيعي يحتوي أربعة عناصر ويوجد لكل عنصر حالة طبيعية. وقد اعتقد بأن الحالة الطبيعة للعناصر الموجودة على سطح الأرض -والتي تكون مؤلّفة غالبًا من عنصري الأرض والماء- أن تكون عديمة الحركة، وأنها تبقى على هذا الحال إذا تركت وشأنها. وقد فرق أرسطو بين الميل الداخلي للعناصر لإيجاد مكانها الطبيعي (مثلا سقوط الأجسام الثقيلة)، وهو ما يؤدي إلى الحركة الطبيعية، وبين الحركة غير الطبيعية التي تستلزم تطبيقًا مستمرًا للقوة.
تستند هذه النظرية على التجربة الحسية للأجسام المتحركة، كحاجة العربات إلى قوة مستمرة لتحريكها من مكان إلى آخر، ولكنّها واجهت مشكلة إدراكية إذ أنها لم تستطع تفسير سلوك القذائف مثل السهام وغيرها، فرامي النبال كان يحرّك السهم قبل إطلاقه فقط، ولا وجود لأي قوة أخرى تؤثر على السهم أثناء انطلاقه في الهواء، ولكن كان أرسطو مدركًا لهذه المشكلة واقترح أنّ الهواء المزاح عن مسار القذيفة هو الذي ينقلها إلى وجهتها، وتحتاج هذه النظرية عمومًا إلى وسط مستمر يمكن للقذيفة أن تنتقل فيه.
بدأت الانتقادات تتوجه إلى الفيزياء الأرسطية من قبل علماء العصور الوسطى، وكان أولّهم يوحنا النحوي في القرن السادس الميلادي، ولم تظهر أي معالجة حقيقية لمشاكل الفيزياء الأرسطية إلى أن حلّ القرن السابع عشر وظهرت أعمال غاليليو غاليلي المتأثرة بأفكار العصور الوسطى التي كانت ترى بأن الأجسام التي تتحرك نتيجة لقوة معينة تمتلك قوة زخم داخلية. وقد أجرى غاليليو تجربة لدحض نظرية أرسطو في الحركة، إذ دحرج حجارة وقذيفة مدفعية على منحدر، وقد أثبت بذلك أن الأجسام تتسارع بفعل الجاذبية إلى درجة يختفي فيها تأثير الكتلة، وناقش غاليليو بأنّ الأجسام تحافظ على سرعتها ما لم تطبق عليها قوة معينة كالاحتكاك مثلًا.
ومع كل ذلك لم يصل أحد إلى فهم حقيقي للقوة في بدايات القرن السابع عشر إلى أن ظهرت أعمال نيوتن، وقد استخدم مصطلح "force" (باللاتينية: vis) لوصف الكثير من الظواهر الفيزيائية وغير الفيزيائية، مثل تعجيل كتلة نقطية، وأطلق لايبنتس تسمية قوة الحياة vis viva على حاصل ضرب الكتلة النقطية بمربع سرعة تلك الكتلة، أما المفهوم الحديث للقوة فيعود إلى ما أسماه نيوتن بالقوة المعجّلة vis motrix.

## ميكانيك نيوتن
وصف إسحاق نيوتن حركة جميع الأجسام بالاعتماد على مفهومي القصور الذاتي والقوة، وقد توصل إلى أنّ الأجسام تخضع لعدد من قوانين الحفظ. نشر نيوتن أطروحته التي تحمل العنوان الأصول الرياضية للفلسفة الطبيعية والتي وضع فيها ثلاثة قوانين للحركة لا زالت تستخدم في يومنا هذا لوصف الحركة في علم الفيزياء.

### القانون الأول
ينص قانون نيوتن الأول للحركة على أن الأجسام تستمر في حركتها بسرعة ثابتة ما لم تؤثر عليها محصلة قوى خارجية، ويعد هذا القانون امتدادًا لما كان يراه كاليليو من أن السرعة مرتبطة بنقص في محصلة القوى. اقترح نيوتن أن الأجسام ذات الكتلة تمتلك قصورًا ذاتيًا داخليًا يؤدي وظيفة التوازن الأساسي «الحالة الطبيعية» عوضًا عن «حالة السكون الطبيعية» التي وضعها أرسطو. وهذا يعني أنّ قانون نيوتن الأول التجريبي يتناقض مع اعتقاد أرسطو البديهي بأنّ الإبقاء على حركة الجسم بسرعة ثابتة يتطلب وجود محصلة قوى. يربط قانون نيوتن الأول بين القصور الذاتي ومفهوم السرع النسبية ربطًأ مباشرًا، وذلك بجعل حالة السكون غير قابلة للتمييز عن السرعة الثابتة، ويظهر ذلك جليًا في الأنظمة التي تحتوي على أجسام تتحرك بسرع مختفة، إذ يصبح من المستحيل تمييز العنصر المتحرك عن العنصر الساكن. تكون قوانين الفيزياء متماثلة في إطار مرجعي قصوري، وهذا يعني أن جميع الأطر مرتبطة بتحويلات كاليليو.

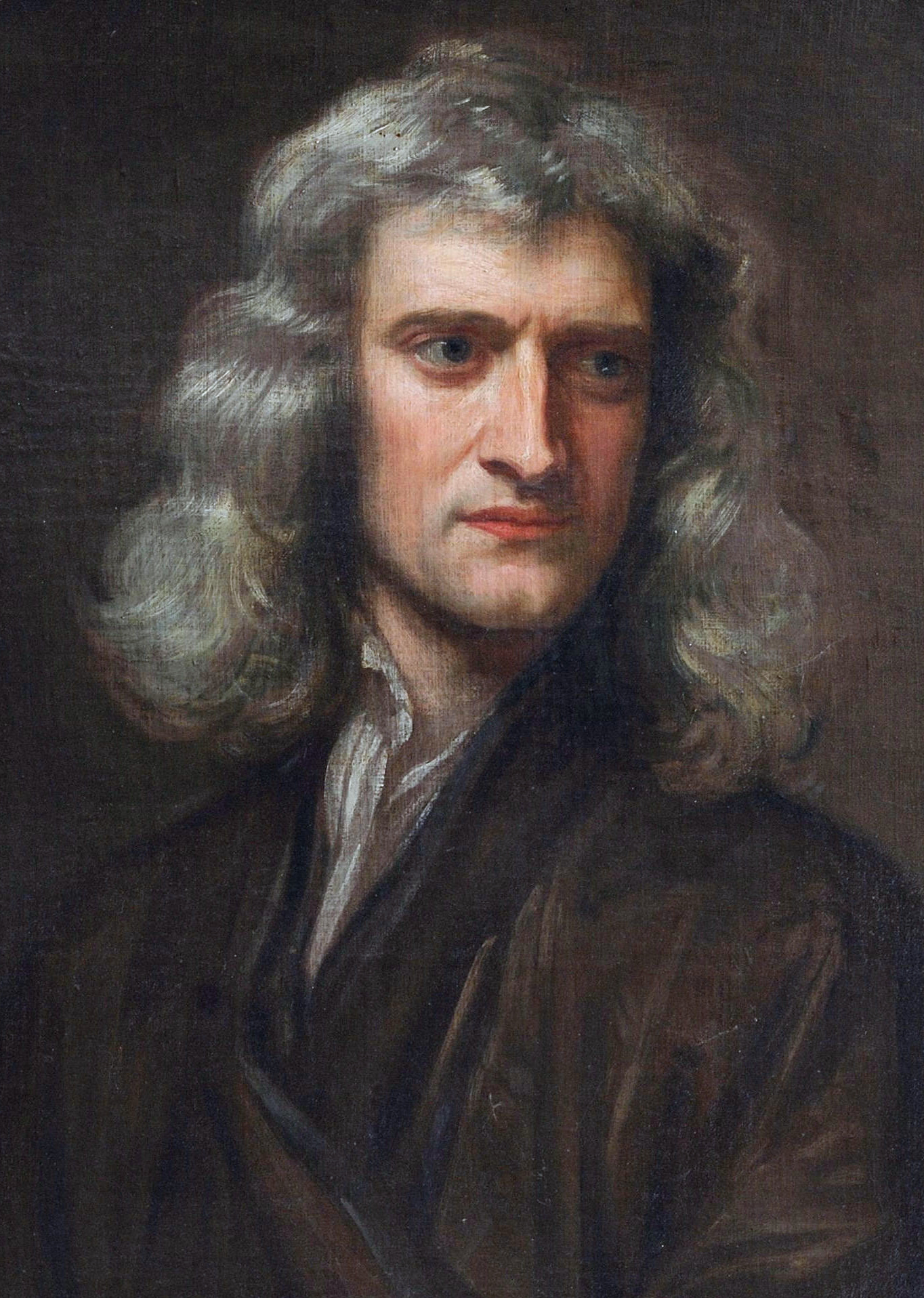
إسحاق نيوتن

### القانون الثاني
ينص على أن جسم ذو كتلة m تحت تأثير قوة F يكتسب تسارع a وفقا للقانون التالي:
{\displaystyle {\vec {F}}=m{\vec {a}}}
حيث: F = القوة، m = الكتلة، a = التسارع.
القوة {\displaystyle {\vec {F}}} والتسارع:{\displaystyle {\vec {a}}} كميتان متجهتان ولذلك وضعنا على كل منهما سهما.أما الكتلة فهي كمية غير متجهة.
مثال على تطبيق هذا القانون نجده في رقاص (رياضيات) أو حركة توافقية بسيطة.
حسب قانون نيوتن الثاني، لمعرفة القوة تستخدم المعادلة التالية:
القوة = الكتلة × التسارع
إذا كانت لدينا كتلة (بالكيلوجرام) تؤثر عليها قوة ناتجة من جاذبية الأرض لها. وعلما بأن عجلة الجاذبية الأرضية (9.8 متر/ثانية2)، فيمكن حساب قوة التجاذب بينها والأرض:
قوة التجاذب = وزن الجسم = 9.8 × الكتلة: وتكون وحدته كيلوجرام. متر /ثانية2 أو (نيوتن)
قوة التجاذب على الأرض هي أيضا ما نسميه الوزن.
في الفيزياء نفرق بين الكتلة والوزن. الكتلة تقاس بالكيلوجرام، أما الوزن فنقيسه [كيلوجرام.متر /ثانية2]. ولكننا مجازا نستخدم في حياتنا اليومية تعبير [كيلوجرام] عن الوزن، وهذا خطأ، فالوزن وحدته كيلوجرام.متر/ثانية2، أما الكتلة فهي لا تتغير، وتقاس بالكيلوجرام.
- فمثلا: كرة من الحديد كتلتها 6 كيلوجرام فنقول عادة أن وزنها على الأرض 6 كيلوجرام.

فإذا وزنا الكرة على القمر فهي تزن 1/6 من وزنها على الأرض، ذلك لأن جاذبية القمر تبلغ نحو 1/6 من جاذبية الأرض. أما الكتلة فهي متساوية على الأرض أو القمر. ويتغير وزن جسم بحسب الكوكب الذي هو عليه: أرض، قمر، مريخ. بحسب قوة جاذبية الكوكب. أما الكتلة فهي ثابتة لا تتغير.
وحدة القوة هي النيوتن = 1 كيلوجرام.متر /ثانية2
(2) القوة هي أيضا نسبة تغير الزخم (كمية التحرك) بالنسبة للزمن:
{\displaystyle {\vec {F}}={\mathrm {d} {\vec {p}} \over \mathrm {d} t}=m{\vec {a}}}
حيث: F = القوة، p = الزخم (كمية التحرك)، t = الزمن، m = الكتلة، a = التسارع.
وزخم حركة جسم (كمية تحركه) = كتلة الجسم x سرعته

### قانون نيوتن الثالث
ينص على أن أي قوة تؤثر على جسم ما فإن الجسم يؤثر بقوة أخرى مساوية في المقدار للقوة الأولى ومعاكسة لها في الاتجاه.

## تراكيب القوى

تحليل القوة الجاذبية إلى مركبتين والقوة متعامدتين.

ينص مبدأ تراكب القوى على أن: إذا عملت عدة قوى
{\displaystyle {\vec {F_{1}}},{\vec {F_{2}}},\ldots ,{\vec {F_{n}}}} على جسم في نفس الاتجاه، فإن القوة الناتجة (المحصلة) تساوي مجموع القوى:
{\displaystyle {\vec {F_{result}}}={\vec {F_{1}}}+{\vec {F_{2}}}+\ldots +{\vec {F_{n}}}}.
أي يكون تأثير القوة {\displaystyle {\vec {F_{res}}}} مساويا لمجموع القوي
{\displaystyle {\vec {F_{1}}},{\vec {F_{2}}},\ldots ,{\vec {F_{n}}}}.
- وإذا كانت قوتان متساويتان ({\displaystyle {\vec {F_{1}}}} و{\displaystyle {\vec {F_{2}}}})

ومتضادتان تعملان على نقطة معينة، تكون محصلتهما مساوية للصفر. عندئذ نقول القوتان متوازنتان.
F_2</math>.
وإذا عملت قوتان مختلفتان {\displaystyle F_{1}} و
{\displaystyle F_{2}} في اتجاهين متضادين تكون محصلتهما {\displaystyle F} مساوية لحاصل طرح القوة الصغيرة من القوة الكبيرة. وتكون القوة الناتجة في اتجاه القوة الكبيرة ومقدارها هو القيمة المطلقة لحاصل الطرح:
{\displaystyle F=|F_{1}-F_{2}|}
وإذا عملت قوتان مختلفتي الاتجاه على نقطة نحصل على قيمة واتجاه محصلتهما عن طريق رسم متوازي أضلاع القوى لهما. نرسم القوة
{\displaystyle {\vec {F_{1}}}} والقوة {\displaystyle {\vec {F_{2}}}} بمقياس رسم ثابت بحيث يعبر طول السهم الأول عن القوة الأولى واتجاهها. ومن نقطة تأثيرهما نرسم سهما ثانيا مساويا في الطول لقيمة القوة {\displaystyle {\vec {F_{2}}}} مع أخذ الزاوية بينهما في الاعتبار. ثم نرسم موازيا من طرف السهم الأول موازيا للقوة الثانية، ونرسم من طرف القوة الثانية موازيا للقوة الأولى. بذلك نحصل على متوازي أضلاع القوي، وفيه يمثل المحور الواصل بين نقطة تأثير القوتين والنقطة المقابلة لها على متوازي أضلاع القوي هو  محصلة القوة . طول المحور هو مقدار المحصلة (بحسب مقياس الرسم) واتجاه المحور يعطينا اتجاه المحصلة.
وإذا عملت ثلاثة قوى في نقطة فيمكن تعيين محصلتهم بسهولة: نرسم متوازي أضلاع القوي لأي اثنين من القوى أولا ونحصل على محصلتهما. ثم نرسم المحصلة التي حصلنا عليها للقوتين الأولتين مع سهم القوة الثالثة، فنحصل على محصلة الثلاثة قوى.
- تحليل القوى:

بينما تعمل قوة الجاذبية {\displaystyle {\vec {G}}} إلى أسفل وتتساوى مع القوة المضادة للوح أفقي، فلا يكون الحال كذلك في حالة جسم موضوع على سطح مائل (انظر الشكل). قوة الجاذبية للكتلة {\displaystyle {\vec {G}}} تعمل راسيا. ويمكن تحليل هذه القوة إلى جزئين: مركبة في اتجاه العمودي على السطح F2، ومركبة F1 في اتجاه موازي للسطح المائل. إذا زادت القوة F1 عن قوة الاحتكاك بين الجسم والسطح ينزلق الجسم متسارعا على السطح ويسقط. من الواضح ان هذا يعتمد على زاوية ميل ألفا السطح الموضوع عليه الجسم.
وتنطبق المعادلة الناتجة عن تحليل القوة:{\displaystyle {\vec {G}}}:
{\displaystyle {\vec {F_{1}}}+{\vec {F_{2}}}={\vec {G}}}
ملحوظة:
القوتان تعادلان المحصلة في التأثير ولكن ليس عدديا

## القوى الأساسية
كل القوى في الكون تنتمي إلى أربعة قوى رئيسية: تآثر قوي وتآثر ضعيف وهما تؤثران على الجسيمات دون الذرية، وتربط بين البروتونات والنيوترونات في نواة الذرة. هاتان القوتان تعملان على مسافات قصيرة جدا (داخل النواة الذرية). والقوة الكهرومغناطيسية التي تؤثر بين الشحنات الكهربائية، وقوة الجاذبية التي تعتمد على الكتلة وتؤثر بين الأجسام.
هاتان القوتان الأخيرتين تؤثر حتى إلى مسافات كبيرة. وتقل شدتهما عكسيا مع مربع المسافة بين جسمين أو بين شحنتين.

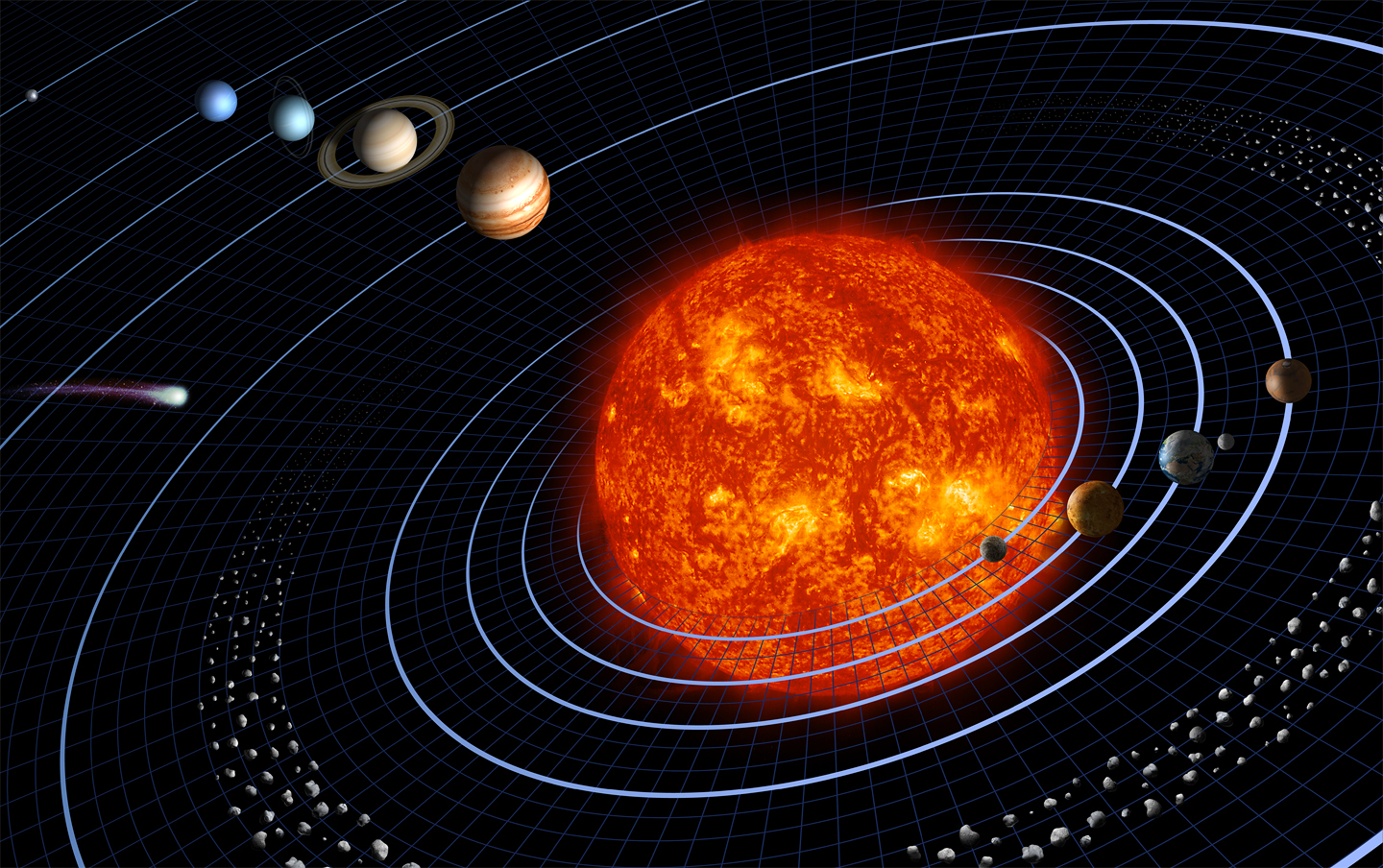
رسم للنظام الشمسي (لا يعتمد على المقاييس الحقيقية) يظهر الشمس والكواكب.

قوة الجاذبية مألوفة لنا فهي التي تربط بين الكواكب والشمس، وتربط بين النجوم، وتشكل المجرات وعناقيد المجرات وتشكل الكون كله. وعلى الأرض نشعر بقوة الجاذبية حيث تشدنا الأرض إليها. ونحتاج إلى صواريخ قوية للصعود إلى الفضاء ومغادرة الأرض. وإذا صعدنا إلى محطة الفضاء الدولية تحتفظ الأرض بنا أيضا حيث تجعلنا ندور في مدار حولها.

### قوة الجاذبية

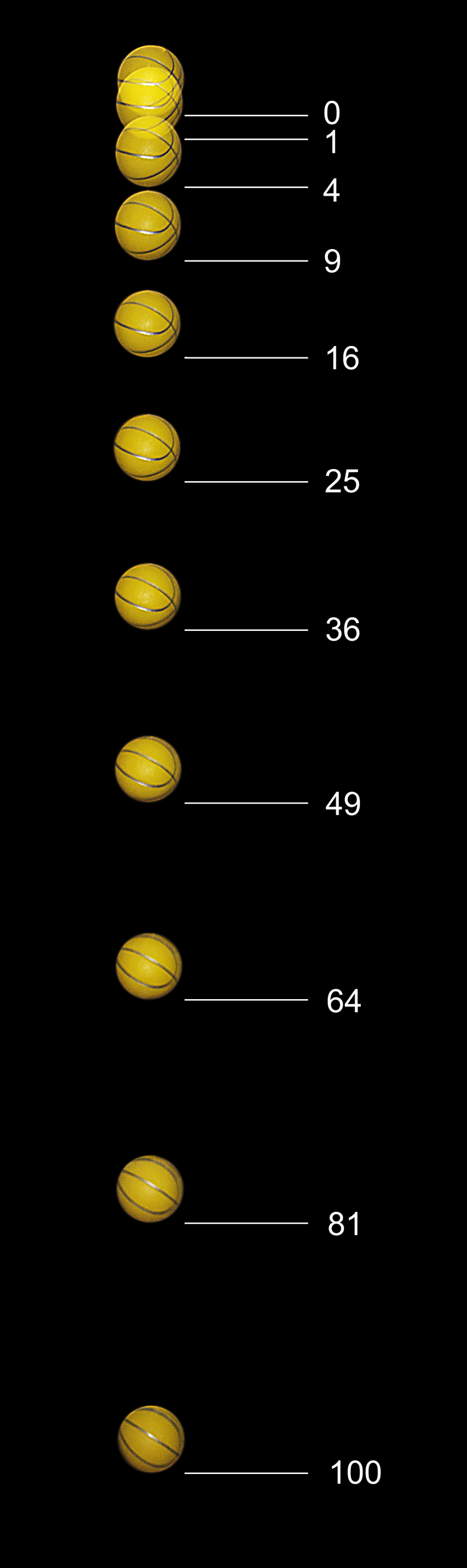
صور لكرة سلة تسقط سقوطًا حرًا وقد التقطت هذه الصور باستخدام مصطربة تطلق 20 ومضة في الثانية. المسافات في الجهة اليمنى هي مضاعفات تقريبية للمسافة 12 مليمتر. تبدأ كرة السلة حركتها من السكون، وتبدأ حركتها عند الومضة الأولى (المسافة صفر)، وبعدها يصبح عدد وحدات المسافة المقطوعة مساويًأ لمربع عدد الومضة.

لم يكن ما نسميه اليوم بالجاذبية معروفًا ومحددًا كقوة كونية إلى حين ظهور أعمال إسحاق نيوتن. فقبل نيوتن لم يكن هناك رابط بين ميل الأجسام للسقوم باتجاه الأرض وبين حركة الأجرام السماوية. ساهم غاليليو في وصف خصائص الأجسام الساقطة إذ أشار إلى أن تعجيل الأجسام التي تسقط سقوطًا حرًّا يكون ثابتًا ومستقلًا عن كتلة ذلك الجسم. أما اليوم، فيفسّر هذا التعجيل بأنّه ناتج من قوة الجذب التي يعاني منها الجسم باتجاه الأرض، ويرمز لها عادة بالرمز {\displaystyle {\vec {g}}} ومقدار هذا التعجيل هو 9.81 متر لكل ثانية مربعة (هذا المقدار هو عند مستوى سطح البحر وقد يتغير وفقًا لموقع القياس) ويتجه نحو مركز الأرض. وهذا يعني أن قوة الجاذبية المطبقة على جسم موجود على سطح الأرض تتناسب تناسبًا طردياً مع كتلة ذلك الجسم؛ لذا فإن الجسم ذا الكتلة {\displaystyle m} سيعاني من قوة:
{\displaystyle {\vec {F}}=m{\vec {a}}}
لا توجد قوة تعاكس هذه القوة عندما يسقط الجسم سقوطًا حرًّا، وتكون محصّلة القوى المطبقة على الجسم هي وزنه فقط. أما الأجسام التي لا تسقط سقوطًا حرًّا، فإن قوة الجذب ستجابه بقوى أخرى، فعلى سبيل المثال تكون محصلة القوى المطبقة على شخص يقف على الأرض هي الصفر، وذلك لأن هناك قوة عمودية (قوة تأثر) مصدرها الأرض وتتجه باتجاه الشخص الواقف وتعادل هذه القوة قوة الجذب المتجّهة إلى الأسفل.

### القوة الكهرومغناطيسية
وصفت القوة الكهرومغناطسية للمرة الأولى سنة 1784 من قبل كولوم على أنّها القوة الموجودة ضمنيًا بين شحنتين. ومن خصائص هذه القوة أنّها تتغير بتغير مقلوب قانون تربيعي موجّه باتجاه دائري، وأنّها تكون جاذبة وطاردة، وأنّها مستقلة عن كتلة الأجسام المشحونة، وأنها تتبع مبدأ التراكب. يلخّص قانون كولوم جميع هذه الملاحظات في عبارة رياضية مختصرة.
وقد وجد علماء الرياضيات والفيزياء اللاحقون أن عبارة حقل كهربائي electric field مناسبة لتحديد القوة الكهربائية الساكنة المطبقة على الشحنة الكهربائية في نقطة من الفضاء. وقد استند مفهوم الحقل الكهربائي على استخدام مفهوم «الشحنة الاختبارية» النظري في أي مكان في الفضاء ثم توظيف قانون كولوم لتحديد القوة الكهربائية الساكنة؛ لذا يمكن تعريف المجال الكهربائي في أي مكان من الفضاء بالتعريف التالي:
{\displaystyle {\vec {E}}={\frac {\vec {F}}{q}}}
وتمثل {\displaystyle q} مقدار الشحنة الاختبارية النظرية.

### القوى القوية
تصف الفيزياء الحديثة التأثرات الحاصلة في نظريات الكم وفي فيزياء الجسيمات بواسطة قوتين نوويتين هما القوى النووية القوية والقوى النووية الضعيفة. القوة النووية القوية هي القوة المسؤولة عن تماسك بنية نواة الذرة، أما القوة النووية الضعيفة فهي القوة المسؤولة عن اضمحلال عدد من النيوكليونات إلى لبتونات وأشكال أخرى من الهادرونات.

### القوى الضعيفة
تنشأ القوى الضعيفة من تبادل البوزونين الثقيلين Z وW، ويظهر تأثير هذه القوى جليًا في ظاهرة اضمحلال بيتا وهو انحلال النيوترونات في نواة الذرة وما ينتج عنه من إشعاع نووي. حقل تأثير هذه القوة أقل بما يقارب 1013 مرة من القوى القوية، ولكنها تبقى مع ذلك أقوى من قوى الجاذبية في المسافات القصيرة.

## القوى غير الأساسية

### القوة العمودية

F_{n} تمثل القوة العمودية

تنشأ القوة العمودية من قوى التأثر الطاردة والتي تظهر بين الذرات عندما تكون قريبة من بعضها البعض، إذ ينشا ما يسمى بتنافر بأولي (بسبب الطبيعة الفيرميونية للإلكترونات) والذي يؤدي إلى تكوين قوة يكون اتجاهها عموديًا على السطح المشترك بين الجسمين. القوة العمودية هي المسؤولة على سبيل المثال عن سلامة بنية الطاولات أو الأبنية ذات الطوابق، إلى جانب كونها القوة التي تستجب لأي قوة خارجية تطبق على جسم صلب، وتعد قوة الصدمة التي تنتج من تصادم جسم متحرك مع جسم ثابت من أجلى أمثلة القوى العمودية.

### الاحتكاك
الاحتكاك هو قوة سطحية تعاكس الحركة النسبية للأجسام، وترتبط قوة الاحتكاك ارتباطًا مباشرًا بالقوة العمودية المسلطة على جسمين صلبين للإبقاء عليهما مفصولين. هناك تصنيفان رئيسيان لقوى الاحتكاك هما: الاحتكاك الساكن والاحتكاك الحركي.
تعاكس قوة الاحتكاك الساكن ({\displaystyle F_{\mathrm {sf} }}) بالضبط القوى المسلطة على جسم باتجاه مواز لسطح وتصل إلى الحد الذي يسمح به معامل الاحتكاك الساكن ({\displaystyle \mu _{\mathrm {sf} }}) مضروبًا بالقوة العمودية ({\displaystyle F_{N}}). وبعبارة أخرى فإن مقدار قوة الاحتكاك الساكن تخضع لعلاقة اللامساواة التالية:
{\displaystyle 0\leq F_{\mathrm {sf} }\leq \mu _{\mathrm {sf} }F_{\mathrm {N} }}
تكون قوة الاحتكاك الحركي () مستقلة عن القوى المسلطة وعن حركة الجسم؛ لذا فإن مقدار القوة هو:
{\displaystyle F_{\mathrm {kf} }=\mu _{\mathrm {kf} }F_{N}}
يمثل {\displaystyle \mu _{\mathrm {kf} }} معامل الاحتكاك الحركي، وفي معظم الأحيان يكون معامل الاحتكاك الحركي للأسطح أقل من معامل الاحتكاك الساكن.

### الشد
يمكن وصف الشد بأنّه قوة السحب التي تنتقل محوريًا بواسطة الحبال أو الأسلاك أو السلاسل أو ما شابهها.

### المرونة

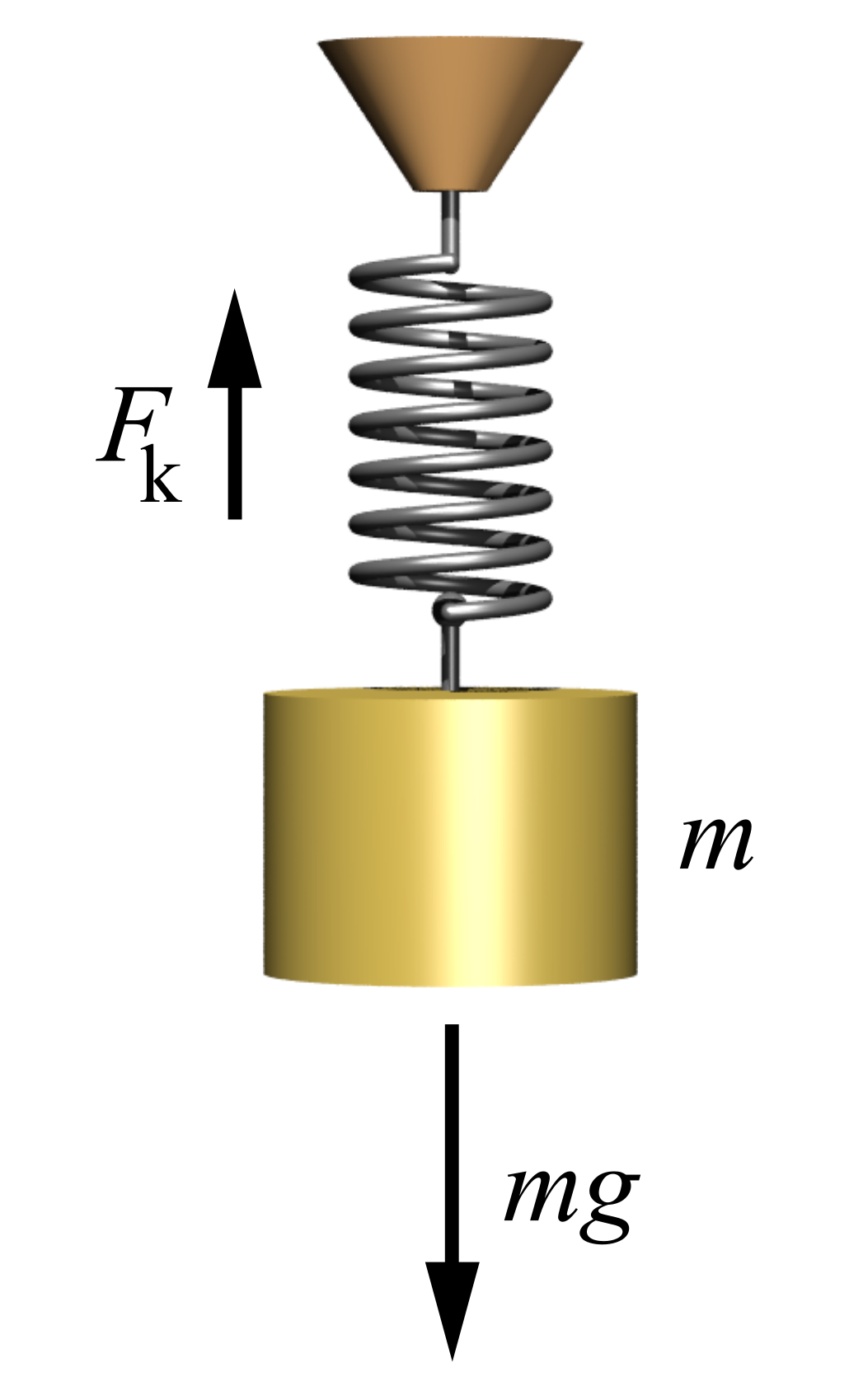
هي القوة التي تستجيب للحمل المربوط بالنابض.

تعمل قوة المرونة على إرجاع النابض إلى طوله الطبيعي، ويكون النابض مثاليًا عندما يكون عديم الوزن والاحتكاك وغير قابل للقطع وقابل للتمدد إلى ما لا نهاية. يؤدي ضغط هذه النوابض إلى توليد قوة يمكنها دفع الأجسام، ويؤدي سحب النوابض إلى توليد قوة يمكنها جرّ الأجسام، وتتناسب هذه القوة مع مقدار الإزاحة عن موقع توازن النابض. وصف روبرت هوك هذه العلاقة سنة 1676 فيما يعرف الآن بقانون هوك.
إن كانت ({\displaystyle \Delta x}) تمثل مقدار الإزاحة عن موقع التوازن فإن مقدار القوة المتولدة في النابض المثالي ستكون:
{\displaystyle {\vec {F}}=-k\Delta {\vec {x}}}
يمثل {\displaystyle k} ثابت النابض (أو ثابت القوة) وهو قيمة خاصة بالنابض. تشير إشارة السالب إلى إمكانية تسليط القوة باتجاه معاكس للحمل المسلط.

## وحدات القياس
تقاس القوة في نظام الوحدات الدولي بوحدة النيوتن (يرمز لها N)، وتعرّف بأنها القوة اللازمة لتعجيل كيلوغرام واحد من الكتلة بمقدار متر واحد لكل ثانية مربعة، أو {\displaystyle kg.m.s^{-2}}. تقابل هذه الوحدة في نظام وحدات سنتيمتر غرام ثانية الوحدة dyne، وتعرف بأنها القوة اللازمة لتعجيل غرام واحد من الكتلة بمقدار سنتيمتر واحد لكل ثانية مربعة، أو {\displaystyle g.cm.s^{-2}}، ووفقًا لهذا فإن النيوتن يعادل 100,000 داين.
في نظام قدم-رطل-ثانية الإنكليزي فإنّ وحدات القوة هي رطل-قوة (lbf) وتعرّف بأنها مقدار القوة المبذولة من قبل الجاذبية على رطل-كتلة في مجال الجاذبية الأرضية المعياري {\displaystyle 9.80665m.s^{-2}}. يقدم نظام الوحدات هذا وحدة بديلة للكتلة وهي السلك slug وتعرّف بأنها الكتلة التي يمكن تعجيلها بمقدار قدم واحد لكل ثانية مربعة عند تعرّضها لرطل-قوة.
وهناك أيضًا وحدة بديل للقوة في نظام قدم-رطل-ثانية آخر وهو نظام fps المطلق، وهذه الوحدة هي الباوندال، وتعرّف بأنّها مقدار القوة اللازمة لتعجيل رطل واحد من الكتلة بمقدار قدم واحد في الثانية المربعة. وضعت وحدتا السلك والباوندال للتخلص من ثابت التناسب في قانون نيوتن الثاني.
هناك وحدة في النظام المتري تقابل وحدة رطل قوة وهي كيلوغرام ثقلي (kgf) (تسمى أيضًا الكيلوبوند kilopond) ولكنها لا تستخدم بكثرة، وتعرّف بأنها القوة المبذولة من قبل الجاذبية الأرضية القياسية على كيلوغرام من الكتلة. تمتلك وحدة السلك كذلك نظيرًا في النظام المتري وتسمى وحدة mug أو hyl ولكنّها نادرة الاستخدام وهي الكتلة التي تُعجَّل بمقدار 1 متر لكل ثانية مربعة عند تعرّضها لقوة مقدارها 1 kgf.
على الرغم من أن وحدة كيلوغرام-قوة kgf ليست جزءًا من نظام الوحدات العالمي في الوقت الحاضر، إلا أنّها لا تزال تستخدم في بعض الأحيان للتعبير عن وزن الطائرات وقوة دفع الطائرات النفاثة وعزم دوران المحركات وفي ضبط مفاتيح عزم الدوران وغيرها.
وهناك بعض الوحدات غير المعروفة للقوة مثل السثين sthène والتي تعادل 1000 N، ووحدة الكيب kip والتي تعادل 1000 lbf.
| | نيوتن (نظام الوحدات العالمي) | داين         | كيلوغرام ثقلي      | رطل-قوة             | باوندال             |
| --- | ---------------------------- | ------------ | ------------------ | ------------------- | ------------------- |
| 1 N | ≡ 1 kg⋅m/s2                  | = 105 dyn    | ≈ 0.10197 kp       | ≈ 0.22481 lbf       | ≈ 7.2330 pdl        |
| 1 dyn                                                                                                   | = 10−5 N                     | ≡ 1 g⋅cm/s2  | ≈ 1.0197 × 10−6 kp | ≈ 2.2481 × 10−6 lbf | ≈ 7.2330 × 10−5 pdl |
| 1 kp | = 9.80665 N                  | = 980665 dyn | ≡ gn ⋅ (1 kg)      | ≈ 2.2046 lbf        | ≈ 70.932 pdl        |
| 1 lbf                                                                                                   | ≈ 4.448222 N                 | ≈ 444822 dyn | ≈ 0.45359 kp       | ≡ gn ⋅ (1 lb)       | ≈ 32.174 pdl        |
| 1 pdl                                                                                                   | ≈ 0.138255 N                 | ≈ 13825 dyn  | ≈ 0.014098 kp      | ≈ 0.031081 lbf      | ≡ 1 lb⋅ft/s2        |
| استخدمت قيمة الجاذبية المعيارية gn وفقًا للتعريف الرسمي للكيلوغرام الثقلي في جميع وحدات الجاذبية الأرضية |                              |              |                    |                     |                     |

## قياس القوة
انظر مقياس القوة.

## روابط خارجية
- محاضرة فيديوية حول قوانين نيوتن الثلاثة يلقيها والتر لوين ضمن مبادرة MIT OpenCourseWare.
- برنامج بلغة Java لمحاكاة عملية جمع متجهات القوة
- مقطع فيديو يوضح تأثير القوة على الأجسام بتغيير شكلها أو تغيير مسار حركتها